# Problema delle galassie nane

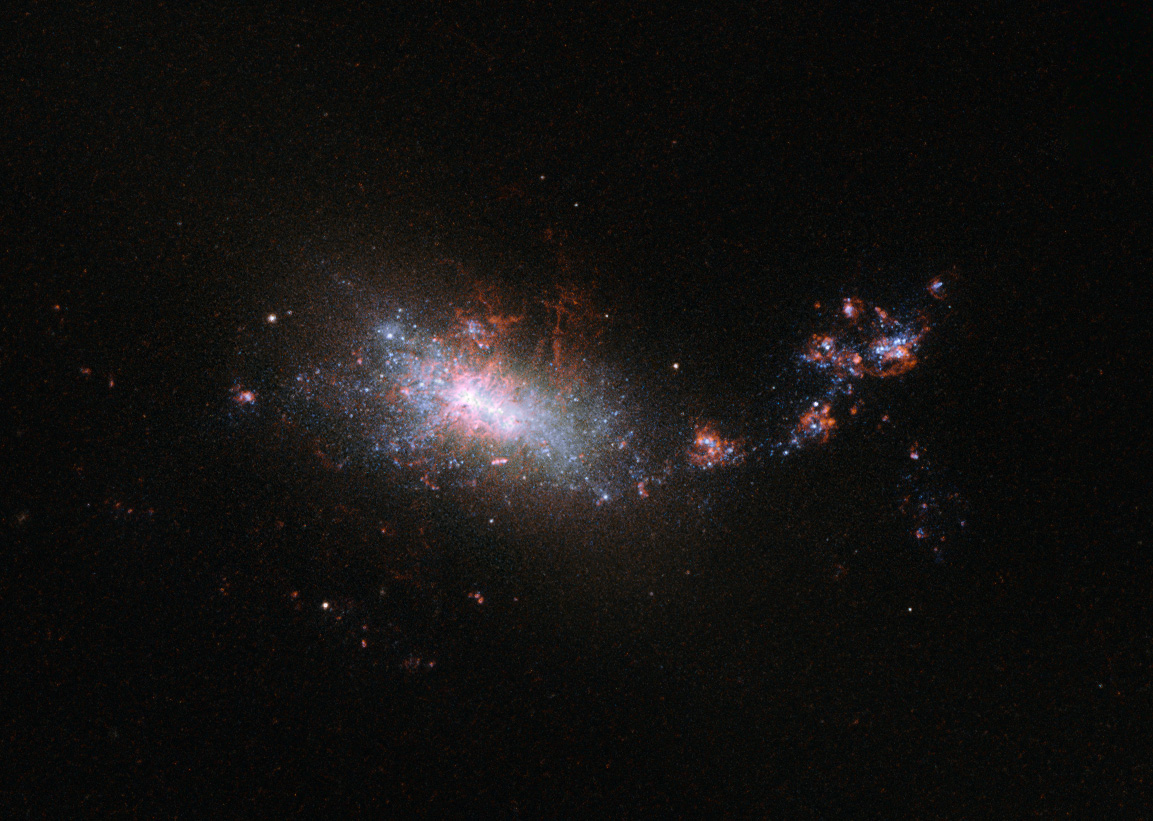
La galassia nana NGC 1140.

Il problema della carenza di galassie nane deriva dalla non corrispondenza tra il numero di galassie nane osservate e quello previsto della teoria della CDM (Cold Dark Matter - materia oscura fredda), che predice l'evoluzione della distribuzione della materia nell'Universo.

## Descrizione
Nelle simulazioni, gli ammassi di materia oscura sembrano agglomerarsi gerarchicamente ed in numero crescente di grumi negli aloni galattici, al diminuire della grandezza dei grumi dell'alone.
Questo andamento sembra rispettato nelle galassie di dimensioni normali, mentre è inferiore di un ordine di grandezza per le galassie nane.
Ad esempio, nel Gruppo Locale sono state osservate 38 galassie nane, di cui solo 11 in orbita attorno alla Via Lattea, mentre le simulazioni sulla materia oscura prevedono circa 500 galassie nane attorno alla Via Lattea.

## Possibili spiegazioni
Le principali spiegazioni possibili son due. Secondo la prima, una galassia nana potrebbe non avere attratto abbastanza materiale barionico per innescare la formazione stellare e quindi per rendere visibile la galassia. A conferma di questo, nel 2007 i telescopi Keck hanno osservato 8 nuove galassie nane ultra deboli che sono satelliti della Via Lattea; sei di queste erano composte per il 99,9% da materia oscura con un rapporto massa/luce di circa mille.
La seconda spiegazione è che le galassie nane tendono ad essere inghiottite o stirate dai moti gravitazionali delle galassie a cui sono legate, subito dopo la formazione di stelle. Questo "stiramento" ha portato a una grande difficoltà nel distinguere alcune galassie nane perfino nel nostro gruppo locale a causa del fatto che sono così deformate da essere appena visibili.
Lo stiramento mareale può contribuire anche alla difficoltà di individuare le galassie nane nel primo caso. La scarsa luminosità superficiale e la grande dispersione le rende poco distinguibili dal buio di fondo e oscurate dalle stelle poste in primo piano davanti a loro.